# Ståle Stensaas
Ståle Stensaas (født 7. juli 1971 i Trondheim, Norge) er en norsk tidligere fodboldspiller (forsvarer).
Stensaas tilbragte størstedelen af sin karriere hos Rosenborg i sin fødeby, og vandt adskillige norske mesterskaber med klubben. Han var også udlandsprofessionel hos Nottingham Forest i England samt hos den skotske storklub Rangers.
For Norges landshold spillede Stensaas ni kampe. Han debuterede for holdet i januar 2001 i et opgør mod Sydkorea.

## Titler
Eliteserien
- 1992, 1993, 1994, 1995, 1996, 1997, 2000, 20001, 2002, 2002, 2004 og 2006 med Rosenborg

Norsk pokal
- 1992, 1995 og 2003 med Rosenborg

Skotsk Premier League
- 1999 og 2000 med Rangers

Skotsk FA Cup
- 1999 og 2000 med Rangers

Skotsk Liga Cup
- 1999 med Rangers